# Liste der Landschaftsschutzgebiete im Landkreis Heilbronn
Im Landkreis Heilbronn gibt es 51 Landschaftsschutzgebiete. Das älteste Naturschutzgebiet im Kreis ist das bereits am 24. Juli 1937 erstmals eingerichtete Landschaftsschutzgebiet Burgberg mit „Weibertreu“.